# Al-Masry
al-Masry (arabisch المصري al-Masrī, oft auch al-Masri) ist ein ägyptischer Fußballverein aus Port Said.
Der Klub wurde 1920 gegründet und trägt seine Heimspiele im heute 18.000 Zuschauer fassenden Port-Said-Stadion aus. Die Vereinsfarben sind Grün und Weiß.

## Erfolge
- Ägyptischer Pokalsieger: 1998
- Ägyptischer Pokalfinalist: 1927, 1945, 1947, 1954, 1957, 1983, 1984, 1989, 2017

## Bekannte Spieler
- Abdelrahman Fawzi
- Saïd Al Dhizui
- Mosaad Nour
- Tarek Soliman
- Ibrahim El-Masry
- Mohamed Shawky
- Nader El-Sayed
- Hossam Hassan
- Mohamed Zidan
- Fakhreddine Ben Youssef

## Bekannte Trainer
- Otto Pfister (2005)
- Theo Bücker (2010)

## Ausschreitungen am 1. Februar 2012
Am 1. Februar 2012 kam es bei einem Meisterschaftsspiel in Port Said gegen al Ahly Kairo zu schweren Fan-Ausschreitungen, nachdem das Spiel zwischen den Teams al-Masry und al-Ahly bei einem Stand von 3:1 abgepfiffen worden war. Zuschauer stürmten auf den Platz und jagten Spieler des Kairoer Klubs al-Ahly. Mindestens 1000 Menschen wurden dabei verletzt und mindestens 77 Menschen getötet.
Der ägyptische Fußballverband schloss den Verein al-Masry für zwei Spielzeiten aus und das hiesige Stadion für drei Jahre. Nach Bekanntgabe der Entscheidung kam es in der Nacht des 23. März 2012 dann wieder zu gewalttätigen Auseinandersetzungen, wobei ein Jugendlicher tödlich verletzt wurde.